# Тцайрагуйн вардапет
Тцайрагуйн вардапет или Цайрагуйн вардапет (верховный вардапет, арм. ծայրագոյն վարդապետ) — учёная степень в Армянской апостольской церкви, соответствующая степени доктора наук. Присуждается безбрачным священнослужителям, у которых уже имеется учёная степень вардапет (кандидат наук), по результатам экзаменов. Получающему звание «Тцайрагуйн вардапет» экзаменаторами вручается жезл с двуглавой змеей, который символизирует мудрость и право толковать слово Божие, преподавать  и проповедовать.